# Drobecita
La drobecita és un mineral de la classe dels sulfats. Rep el seu nom del col·leccionista de minerals austríac Erich Drobec (1919-2004), especialitzat en la mineralogia sistemàtica.

## Característiques
La drobecita és un sulfat de fórmula química CdSO₄(H₂O)₄. Va ser aprovada com a espècie vàlida per l'Associació Mineralògica Internacional l'any 2002. Cristal·litza en el sistema monoclínic.
Segons la classificació de Nickel-Strunz, la drobecita pertany a «07.CB: Sulfats (selenats, etc.) sense anions addicionals, amb H₂O, amb cations de mida mitjana» juntament amb els següents minerals: dwornikita, gunningita, kieserita, poitevinita, szmikita, szomolnokita, cobaltkieserita, sanderita, bonattita, aplowita, boyleïta, ilesita, rozenita, starkeyita, cranswickita, calcantita, jôkokuïta, pentahidrita, sideròtil, bianchita, chvaleticeïta, ferrohexahidrita, hexahidrita, moorhouseïta, niquelhexahidrita, retgersita, bieberita, boothita, mal·lardita, melanterita, zincmelanterita, alpersita, epsomita, goslarita, morenosita, alunògen, metaalunògen, aluminocoquimbita, coquimbita, paracoquimbita, romboclasa, kornelita, quenstedtita, lausenita, lishizhenita, römerita, ransomita, apjohnita, bilinita, dietrichita, halotriquita, pickeringita, redingtonita, wupatkiïta i meridianiïta.

## Formació i jaciments
Va ser descoberta a la mina Esperanza, a la localitat de Lavrion, al districte miner homònim de la regió d'Àtica, a Grècia. Es tracta de l'únic indret on ha estat trobada aquesta espècie mineral.